# Hipólito Reyes Larios

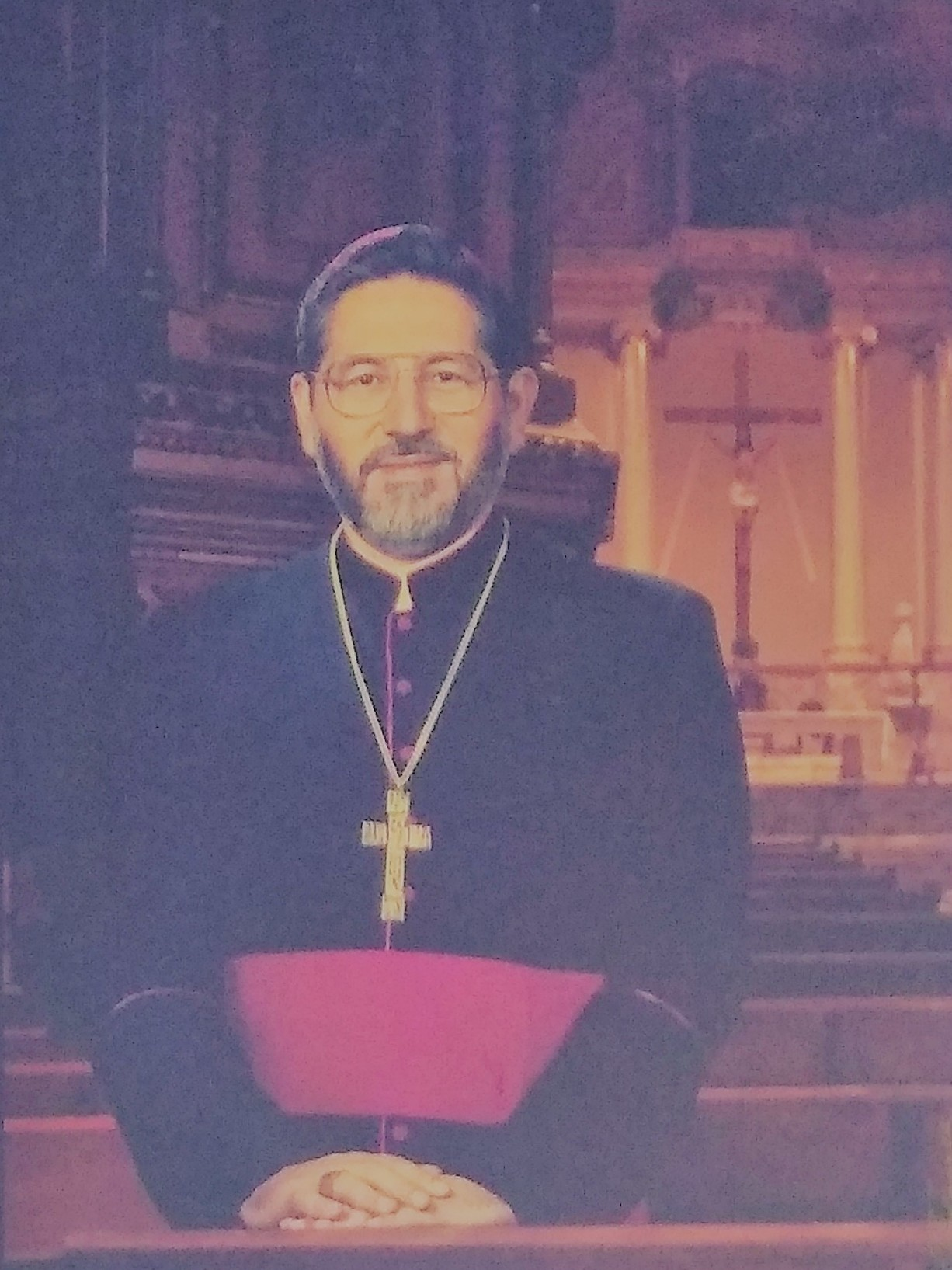
Hipólito Reyes Larios

Erzbischofswappen von Hipólito Reyes Larios

Hipólito Reyes Larios (* 13. August 1946 in Ciudad Mendoza, Bundesstaat Veracruz; † 8. August 2021 in Xalapa) war ein mexikanischer Geistlicher und römisch-katholischer Erzbischof von Jalapa.

## Leben
Hipólito Reyes Larios studierte Philosophie und Katholische Theologie am Priesterseminar von Xalapa und empfing am 15. August 1973 die Priesterweihe für das Erzbistum Jalapa. Nach weiterführenden Studien erwarb er an der Päpstlichen Akademie Alfonsiana in Rom ein Lizenziat im Fach Moraltheologie und an der Päpstlichen Universität Gregoriana ein Lizenziat im Fach Spirituelle Theologie.
Nach der Rückkehr in seine Heimat war Hipólito Reyes Larios zunächst als Pfarrvikar tätig, bevor er Spiritual am Priesterseminar von Xalapa wurde. 1995 wurde Reyes Larios zum Regens des Priesterseminars von Xalapa ernannt. 1997 wurde er zudem zum Präsidenten der Organisation der mexikanischen Seminare (O.S.MEX.) und 1998 der lateinamerikanischen Seminare (O.S.L.A.M.) gewählt.
Papst Johannes Paul II. ernannte ihn am 15. April 2000 zum ersten Bischof des mit gleichem Datum errichteten Bistums Orizaba. Der Erzbischof von Jalapa, Sergio Obeso Rivera, spendete ihm am 13. Juni desselben Jahres im Centro de espectáculos La Concordia in Orizaba die Bischofsweihe; Mitkonsekratoren waren Erzbischof Leonardo Sandri, Apostolischer Nuntius in Mexiko, und Adolfo Antonio Kardinal Suárez Rivera, Erzbischof von Monterrey. Sein Wahlspruch Spiritus Domini super nos („Der Geist des Herrn ruht auf uns“) stammt aus Lk 4,18 . In der Mexikanischen Bischofskonferenz war Hipólito Reyes Larios von 2000 bis 2003 Mitglied der Kommissionen für die Pastoral der sozialen Kommunikationsmittel und für die Jugendpastoral sowie von 2004 bis 2006 Repräsentant der Pastoralregion Golf von Mexiko.
Am 10. April 2007 bestellte ihn Papst Benedikt XVI. zum Erzbischof von Jalapa. Die Amtseinführung erfolgte am 19. Juni desselben Jahres. Daneben war Reyes Larios Präsident der Kommission für die Priesterseminare und Berufungen der Mexikanischen Bischofskonferenz.
Hipólito Reyes Larios starb im August 2021 in einem Krankenhaus in Xalapa an einer inneren Blutung. Er wurde in der Kathedrale Inmaculada Concepción in Xalapa beigesetzt.